# Blattella meridionalis
Blattella meridionalis är en kackerlacksart som beskrevs av Karlis Princis 1957. Blattella meridionalis ingår i släktet Blattella och familjen småkackerlackor. Inga underarter finns listade.